# Brian Ashton (Rugbyspieler)
William Brian Ashton (* 3. September 1946) ist ein ehemaliger englischer Rugby-Union-Spieler und -Trainer. Er leitete sowohl die irische als auch die englische Nationalmannschaft.

## Spielerkarriere
Nach Verlassen der Schule schloss sich Ashton dem Tyldesley RUFC an und spielte in seiner ersten Saison als Verbindungshalb. Im darauffolgenden Jahr wurde er auf seiner Lieblingsposition des Gedrängehalbs eingesetzt.
Obwohl er zahlreiche Angebote von Spitzenvereinen hatte, blieb Ashton in der Nähe seiner Heimat und wechselte zum Fylde Rugby Club, wo er zusammen mit Roger Uttley und Bill Beaumont spielte. 1973 ging er zum Orrell RUFC. Da sein Talent laut eigener Aussage für größere Aufgaben nicht ausreichte, begann er seine Trainerkarriere.
Ashton schaffte es einmal in das Aufgebot der englischen Nationalmannschaft gegen Schottland, kam aber zu keinem Einsatz. Auf regionaler Ebene spielte er für die Auswahl Lancashires und Nordenglands. Die Auswahlmannschaft der Barbarians lud ihn ebenfalls für ein Spiel ein.
Auf Anraten seines Freundes Dick Greenwood ging Ashton zunächst nach Frankreich, zum AS Montferrand, und später nach Italien, wo er in Rom und Mailand für die dort ansässigen Vereine spielte.

## Trainerkarriere
Die ersten Erfahrungen als Trainer sammelte Ashton im Stonyhurst College, wo er zudem auch Geschichte unterrichtete.
1985 lernte er während einer Tour durch Neuseeland mit den England Saxons den Geschäftsführer von Bath Rugby, Jack Rowell, kennen. Rowell bot ihm die Stelle als Assistenztrainer bei seinem Verein an und Ashton willigte ein. Gleichzeitig wechselte er an die King’s School in Bruton, wo auch seine Frau arbeitete. Er unterrichtete wieder Sport und Geschichte.
1994 trat Ashton seinen ersten Job als leitender Trainer in Bath an und gewann mit seiner Mannschaft 1996 die Premiership Rugby, damals unter dem Namen Courage League bekannt. Dies ist zugleich der letzte Titel von Bath Rugby in dieser Liga. In seiner Zeit als Assistenztrainer gelang es dem Team, fünfmal die Meisterschaft zu gewinnen.
Seine Zeit als Trainer der irischen Nationalmannschaft war allerdings nicht von Erfolg gekrönt. Bei den Five Nations wurde das Team jeweils Letzter und Ashton beendete nach 12 Monaten sein Engagement.
Von 1998 bis 2002 arbeitete Ashton als Assistenztrainer von Clive Woodward bei den England Saxons, der Reserve der eigentlichen Nationalmannschaft. Danach wurde er als Leiter der National Academy engagiert, wo er eine wichtige Rolle im Aufbau neuer Talente für das englische Rugby spielte.
2005 kehrte er nach Bath zurück, um dort den Cheftrainerposten zu übernehmen. Im Einverständnis mit den Vereinsverantwortlichen wurde Ashton 2006 von seinen Aufgaben entlassen und konnte so die Führung der englischen Nationalmannschaft übernehmen. Unter ihm wurde Phil Vickery zum Kapitän ernannt. Die ersten beiden Spiele der Six Nations 2007 unter seiner Führung konnte das Team gegen Schottland und Italien gewinnen, danach folgte jedoch das deutliche 13:43 gegen Irland. Diese Niederlage war für England die höchste gegen die Iren in der Geschichte der Six Nations.
Bei der Weltmeisterschaft 2007 startete die Mannschaft ausgesprochen schlecht. Gegen die USA gelang England zwar ein 28:10-Sieg, jedoch konnte das Team nicht überzeugen. Gegen den späteren Finalgegner Südafrika verlor man klar und deutlich mit 0:36. Die beiden anderen Gruppenspiele gegen Samoa und Tonga wurden gewonnen und somit der Einzug ins Viertelfinale geschafft. Im weiteren Verlauf des Turniers steigerte sich das Team und konnte so die favorisierten Australier und Franzosen schlagen und in das Finale einziehen. Dort traf man erneut auf Südafrika und musste sich wieder geschlagen geben, zeigte sich jedoch deutlich gestärkt gegenüber der Vorrundenniederlage. Ashton blieb weiterhin Trainer, obwohl nicht wenige Kritiker aufgrund der zum Teil enttäuschenden Leistungen seine Entlassung forderten. Er unterzeichnete einen Vertrag ohne bestimmte Laufzeit. Im April 2008 gab der englische Verband bekannt, dass Martin Johnson, Kapitän der Weltmeistermannschaft von 2003, das Amt von Brian Ashton übernehmen werde.  Ashton wurde ein hochrangiger Posten in der Nachwuchsarbeit angeboten, den er jedoch ablehnte. Er entschied sich hingegen für die Rolle als „Director of Coaching“ bei der University of Bath.
2008 wurde ihm der Titel Member of the Order of the British Empire verliehen.